# Luigi Maglione
Luigi Cardeal Maglione GCTE (2 de março de 1877 — 23 de agosto de 1944) foi um prelado italiano da Igreja Católica. Serviu como Secretário de Estado da Santa Sé sob o Papa Pio XII desde 10 de março de 1939 até a sua morte. Exerceu a nunciatura apostólica na França e na Suíça, foi criado cardeal em 1935.
A 25 de Julho de 1940 foi agraciado com a Grã-Cruz da Ordem Militar da Torre e Espada, do Valor, Lealdade e Mérito de Portugal.

## Biografia

### Os estudos
Luigi Maglione nasceu em Casoria (NA) em uma família de proprietários de terras.
Iniciou os seus estudos no seminário diocesano de Cerreto Sannita, onde ainda hoje uma placa o homenageia como o mais ilustre dos seus alunos. Posteriormente estudou no colégio Almo Capranica e em várias universidades romanas; ele se formou em filosofia e teologia. Foi ordenado sacerdote em 25 de julho de 1901 para a Arquidiocese de Nápoles e, até 1908, trabalhou como vigário na Arquidiocese de Nápoles.
Ao mesmo tempo, continuou os estudos e ingressou no serviço diplomático do Vaticano em 1908, onde trabalhou até 1918 na Secretaria de Estado.
No período 1915-1918 acrescentou também a estes compromissos o ensino na Pontifícia Academia.

### Carreira diplomática

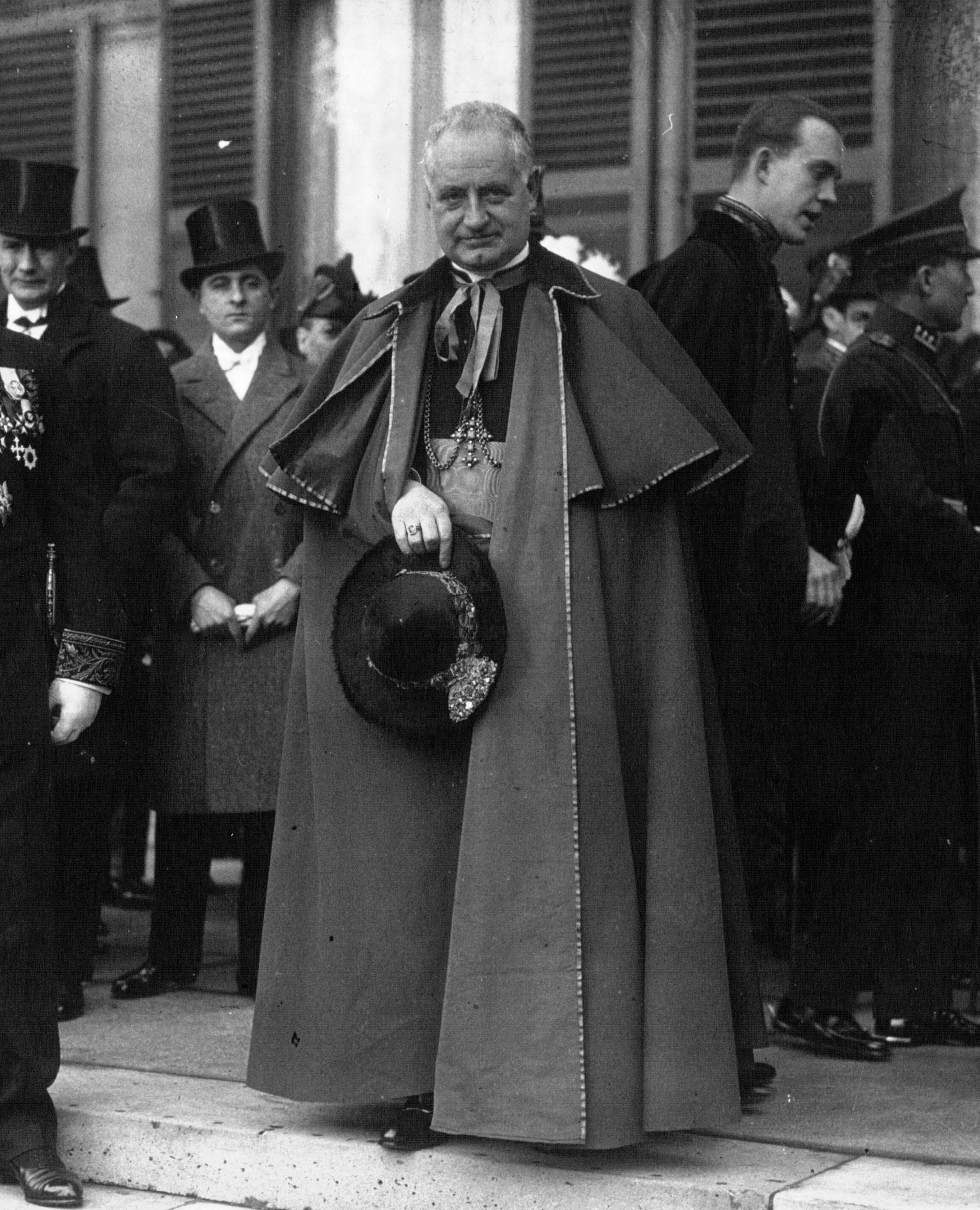
O então núncio Maglione em frente ao Palácio do Eliseu em 1º de janeiro de 1927

Em 1918, o Papa Bento XV nomeou-o representante papal temporário na Liga das Nações e enviado à Suíça. Maglione foi enviado a este país como núncio em 1920, ano em que foi nomeado bispo com o título de Cesaréia da Palestina. A ordenação episcopal lhe será dada pelo Cardeal Secretário de Estado Pietro Gasparri.
De 1926 a 1935 esteve sempre activo como núncio, mas agora em França: os acordos de Briand-Maglione sobre a questão das honras litúrgicas reservadas à França pela Santa Sé produziram, no regime fascista, a acusação de "Francofilia" que teria animado a secretaria de estado, na qual desempenhou um papel importante. Segundo Luigi Federzoni ainda “durante o Conselho de Ministros de 3 de Janeiro de 1927 Mussolini (...) expressou a sua justa indignação pela condenação da Action française, o único movimento sério (acrescentou) contra a Maçonaria e contra o Cartel, depois do lamentável naufrágio de Valois A condenação foi então reiterada pelo incrível discurso pró-brandista e pró-sociedade proferido por Monsenhor Maglione naquele dia. da passagem de ano, em nome do corpo diplomático, em louvor e apoio a um regime descristianizante, como o da República de Doumergue e companheiros".
Pio Participou do conclave de 1939 e também foi incluído na lista de candidatos elegíveis, junto com os cardeais Elia Dalla Costa e Alfredo Ildefonso Schuster.

### Secretário de Estado

Cardeal Maglione por ocasião da visita do Chanceler italiano e genro de Mussolini, Conde Galeazzo Ciano

Em 1939 Pio XII – assim que ascendeu ao trono de Pedro – nomeou-o Cardeal Secretário de Estado; a partir do mesmo ano dirigiu também o Pontifício Instituto de Arqueologia Cristã.
Como principal colaborador de Pio XII durante a Segunda Guerra Mundial, trabalhou na divulgação de informações às famílias sobre soldados e civis presos e internados. Depois de 25 de julho de 1943, pediu aos representantes diplomáticos de Espanha, Portugal, Argentina e Hungria que trabalhassem para obter dos alemães que, em caso de saída da Itália da guerra, a Alemanha respeitaria Roma.
Após a ocupação alemã, o Secretário de Estado Maglione, no início de outubro de 1943, encontrou-se com o embaixador alemão Ernst von Weizsäcker, representando-lhe que os alemães, como protetores de Roma e do Vaticano, tinham a responsabilidade de mobilizar forças policiais suficientes para prevenir ou reprimir um movimento insurrecional partidário.
Durante a captura do Gueto de Roma (16 de Outubro de 1943), Maglione foi nomeado pelo Papa Pio XII para recolher informações e interessar-se pelo assunto. Convocou o embaixador von Weizsäcker para lhe pedir «que salve muitos inocentes». O embaixador, depois de perguntar o que o Vaticano teria feito “se as coisas tivessem continuado”, foi informado: “A Santa Sé não gostaria de ser forçada a dizer a sua palavra de desaprovação”. O embaixador continuou então: «Penso nas consequências que um passo da Santa Sé provocaria […] As conhecidas directivas vêm de um lugar muito alto […] Vossa Eminência deixa-me livre para não "faire état" desta conversa?».
O encontro terminou com as palavras de Maglione: «Em primeiro lugar, repito: Vossa Excelência disse-me que tentará fazer algo pelos judeus pobres. Obrigado. Quanto ao resto, submeto-me ao seu julgamento. Se você acha mais apropriado não mencionar essa nossa conversa, que assim seja"".
Mais tarde, Weizsäcker propôs e conseguiu que o protesto do Vaticano fosse confiado a uma carta do reitor da Igreja Alemã em Roma, Alois Hudal, dirigida ao comandante geral militar de Roma Reiner Stahel, na qual o prelado esperava "a não repetição das prisões , para evitar uma intervenção pública do Papa contra estes".
Maglione foi, no entanto, um protagonista dos esforços da Santa Sé para salvar o maior número possível de judeus do extermínio nazista. Dos 11 volumes de documentos de arquivo do Vaticano relativos ao período da guerra, os Actes et documentos du Saint Siege relatifs a la Seconde Guerre World, emerge que Maglione muitas vezes instruiu expressamente os representantes diplomáticos do Vaticano a intervir em favor dos judeus que foram perseguidos ou que eles vivia sob a ameaça de ser deportado.
Durante o período da doença que o levou à morte, contactou o general Charles De Gaulle para que, após a derrota de Vichy, o novo governo francês não atacasse os eclesiásticos franceses que tinham assumido posições colaboracionistas com os nazis.
Morreu em Casoria em 22 de agosto de 1944, aos 67 anos.